# محمدحسین حسین‌زاده بحرینی
محمدحسین حسین‌زاده بحرینی (زاده ۱۳۴۱) سیاستمدار ایرانی و عضو هیئت علمی گروه اقتصاد دانشگاه فردوسی مشهد، نماینده دوره نهم و دهم و یازدهم مجلس شورای اسلامی و عضو کمیسیون اقتصادی مجلس شورای اسلامی از حوزه انتخابیه مشهد و کلات در استان خراسان رضوی و دانش‌آموخته دانشگاه رضوی می‌باشد.

## پیشینه
حسین‌زاده بحرینی در سال ۱۳۴۱ در مشهد زاده شد. وی در سال ۱۳۶۰ دیپلم خود را در رشته علوم تجربی از دبیرستان اعتضاد دریافت کرد و پس از آن دروس حوزوی را در مدرسه علمیه موسوی نژاد و در ادامه در مدرسه خویی و دانشگاه علوم اسلامی رضوی گذراند. او در سال ۱۳۶۹ با کسب رتبه اول آزمون سراسری، در دانشگاه فردوسی مشهد پذیرفته شد.